# Weserstadion
Le Weserstadion est un stade de football situé à Brême dans le Land du même nom en Allemagne. Autrefois multi-usages, il est aujourd'hui uniquement consacré au football. Se trouvant sur la rive nord du Weser, d'où l'appellation de Weserstadion, et à moins d'un kilomètre du centre-ville brêmois.
C'est le domicile du Werder Brême évoluant dans le Championnat d'Allemagne de football. Pour le football, le stade a une capacité de 42 500 places dont 30 623 places assises, 10 100 places debout, 1 504 de loges et 127 places pour handicapés. Lors des rencontres internationales, tous les spectateurs sont assis et cela réduit la capacité totale à 37 441 places assises. Pour les concerts, il peut accueillir plus de 45 000 spectateurs. Le Weserstadion dispose de nombreux espaces VIP tels que 70 loges de luxe, une grande loge de 700 places et autres commodités.

## Histoire
En 1909, la construction d'un premier terrain de sport avec une tribune en bois et le soutien financier de la ville de Brême. En 1926 débute la l'édification de la première grande tribune avec vestiaires et restaurant pour 1 250 000 de reichsmarks.
Le tout premier match du Werder Brême au Weserstadion a eu lieu contre le VfL Osnabrück en 1947. Avec le temps, le stade a évolué, insérant loges VIP, panneaux publicitaires, places pour handicapés ...
Côté international, le Weserstadion a reçu pour la toute première fois une rencontre de l'équipe d'Allemagne le 2 mai 1939. Les Allemands recevaient ce jour-là l'Irlande (1-1).
Le stade s'est présenté pour accueillir la Coupe du monde 2006, mais s'est vu refuser la place, étant pourtant d'une plus grande capacité que certains de ses « concurrents ».

## Anecdote
C'est au Weserstadion que le Bayern Munich a inscrit son 3000e but en Bundesliga. Le Werder s'était imposé 3-1, et Roy Makaay était rentré dans l'histoire le 21 octobre 2006.

## Événements
Le Weserstadion a accueilli les championnats d'Allemagne d'athlétisme en 1949, 1983 et en 1995, ainsi que la Coupe d'Europe des nations d'athlétisme 2001.

## Concerts
- Concerts de Michael Jackson, 8 août 1992, 31 mai 1997 et 6 juin 1997 (plus de 110 000 spectateurs)
- Concert de The Rolling Stones, 2 septembre 1998
- Concert de Metallica, 16 juin 2004

## Galerie

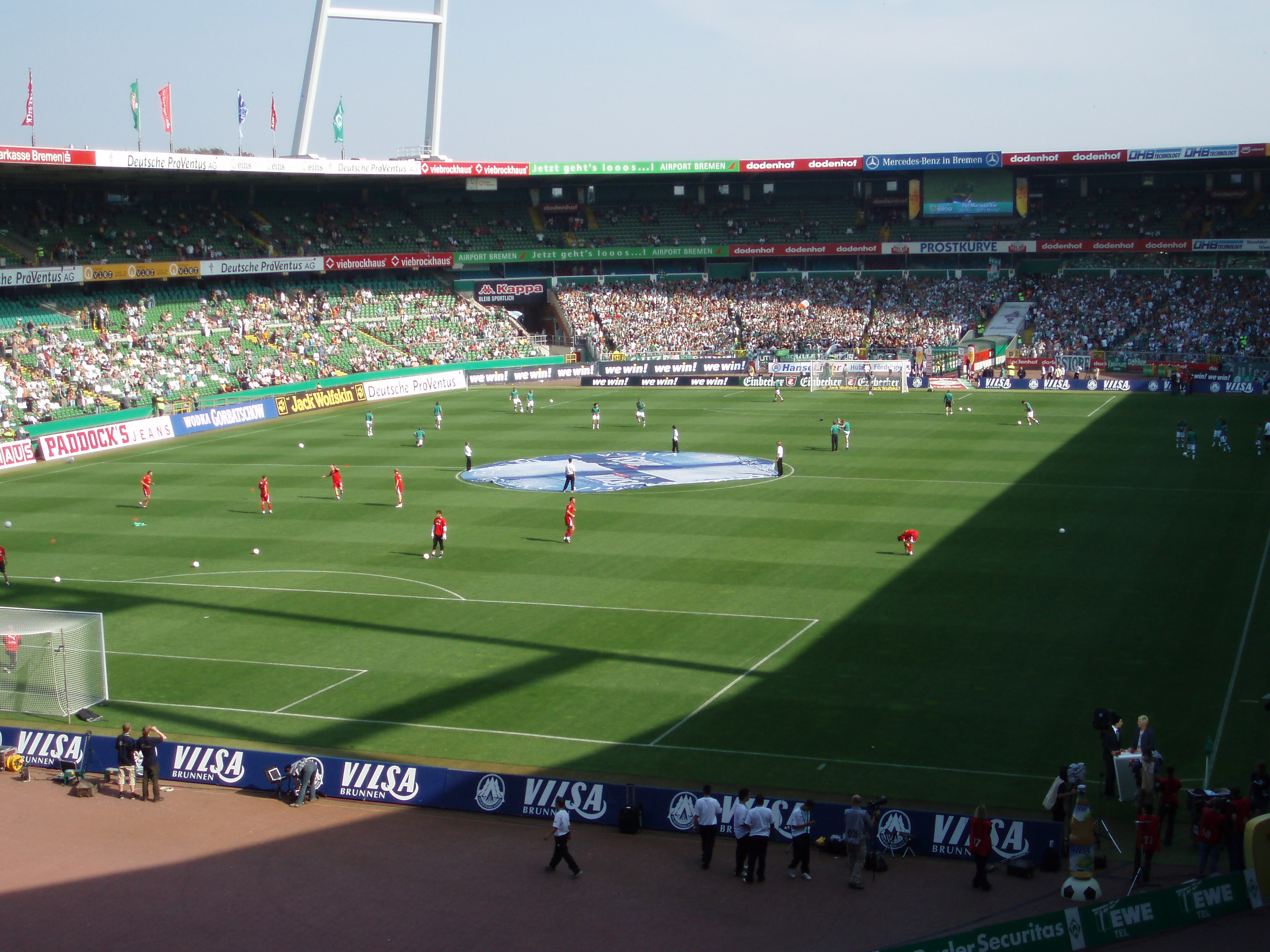
Avant le match
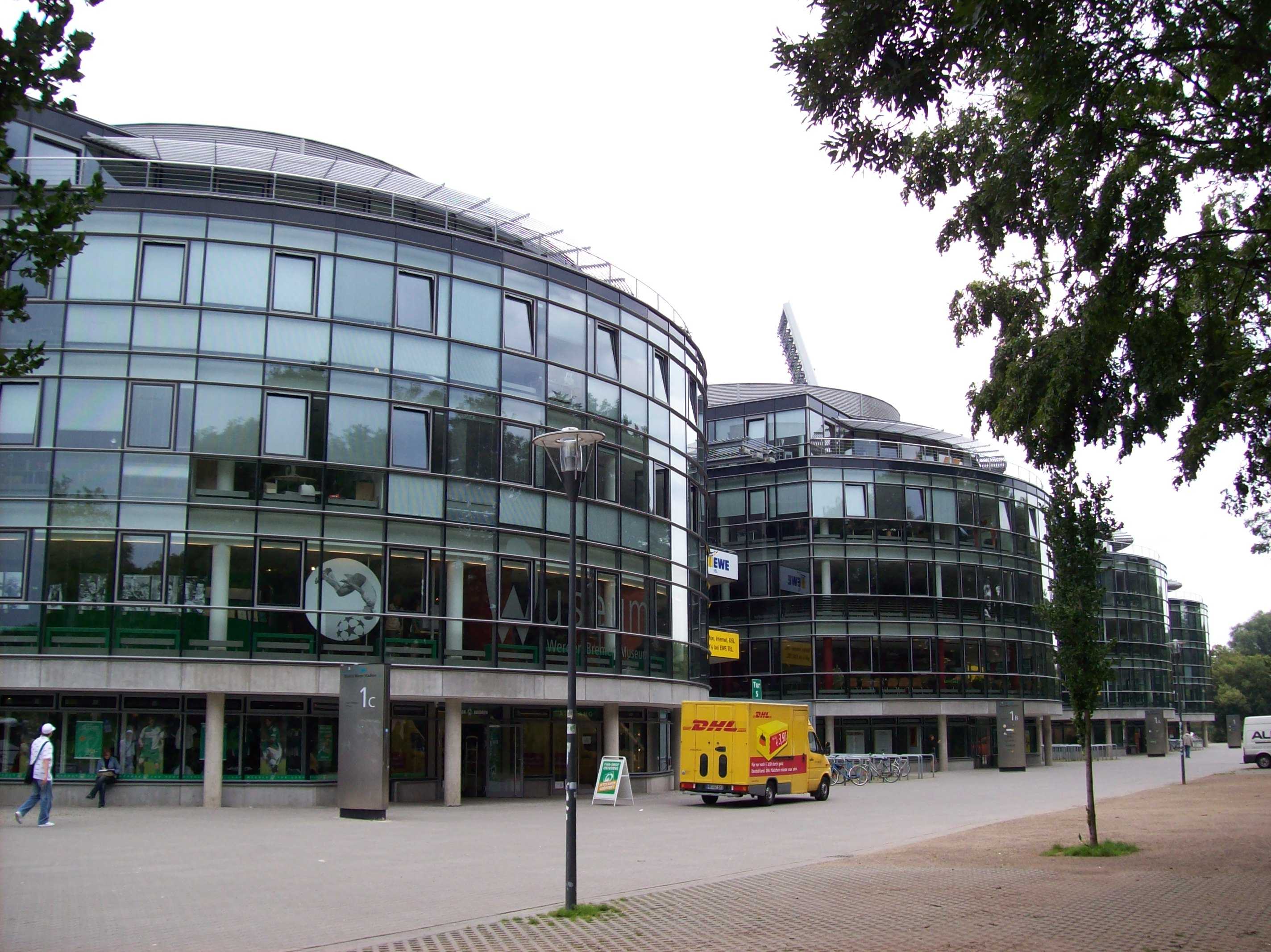
Entrée nord
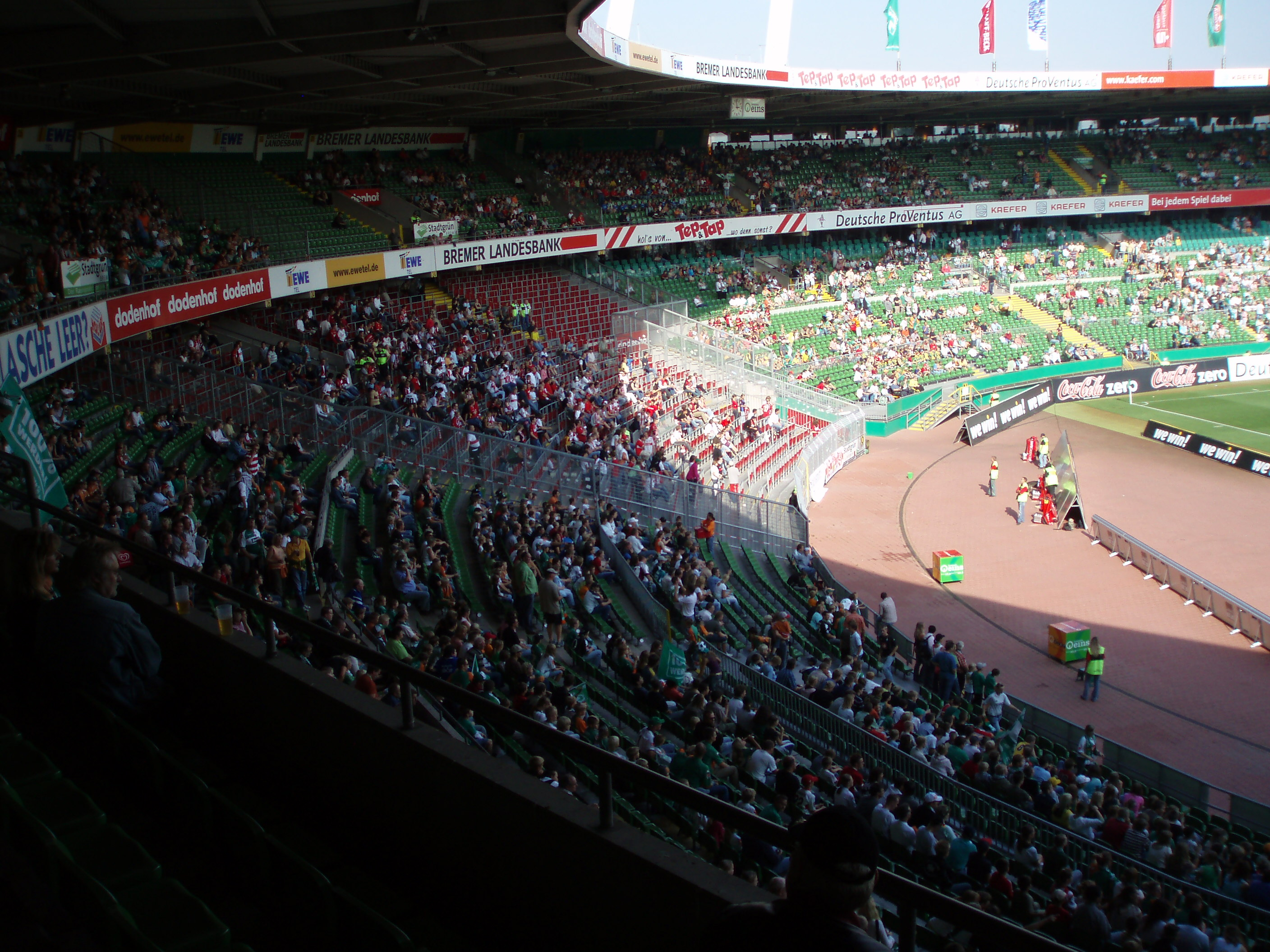
Vue du stade
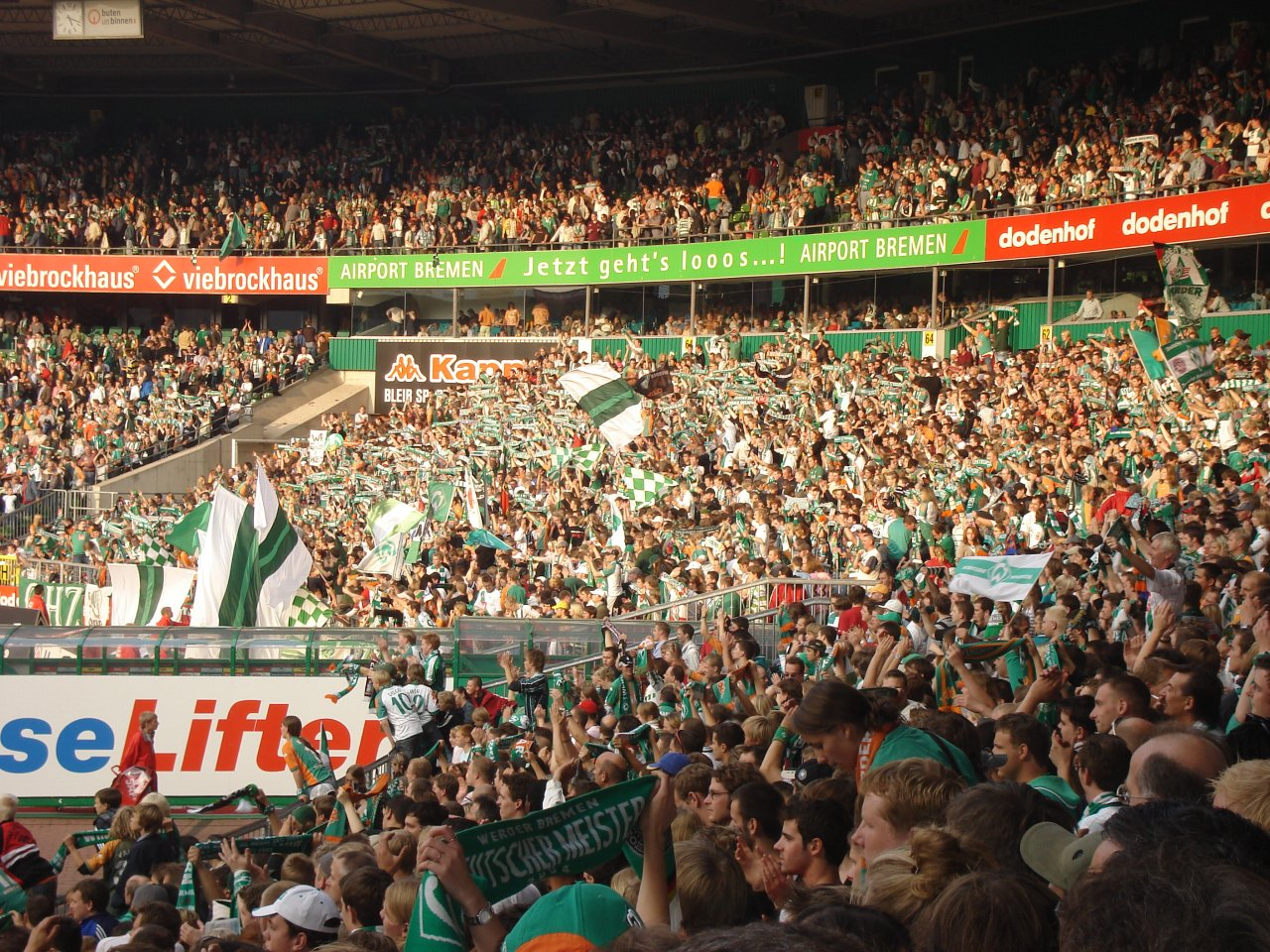
En tribune
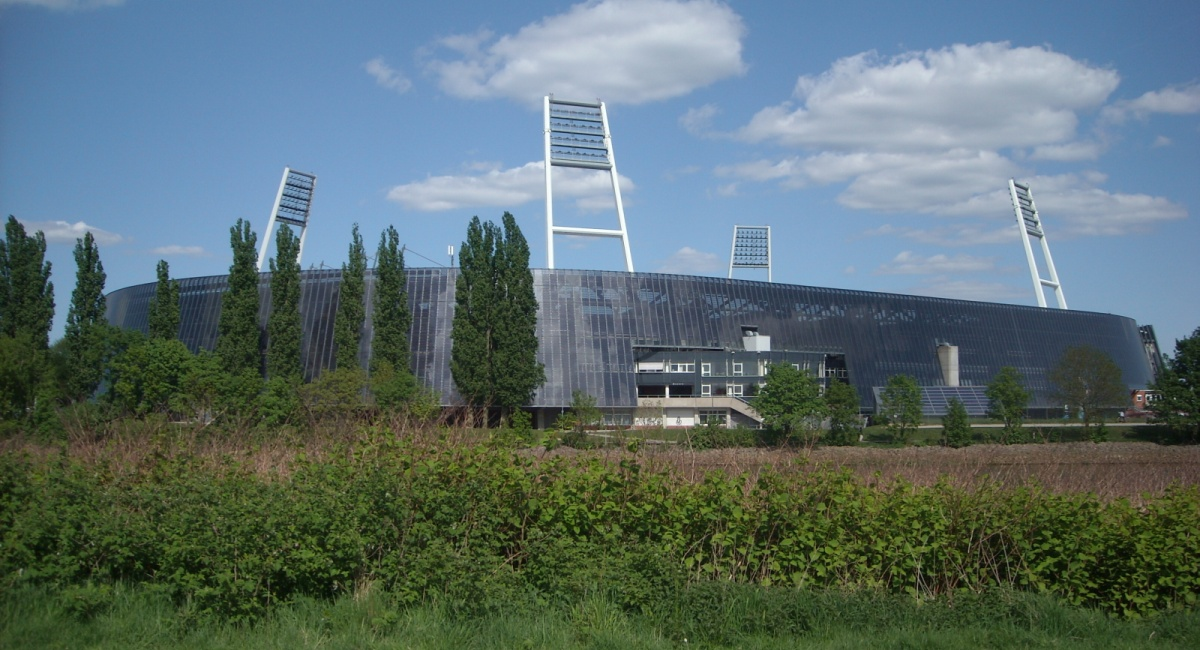
Weserstadion vue sud-ouest
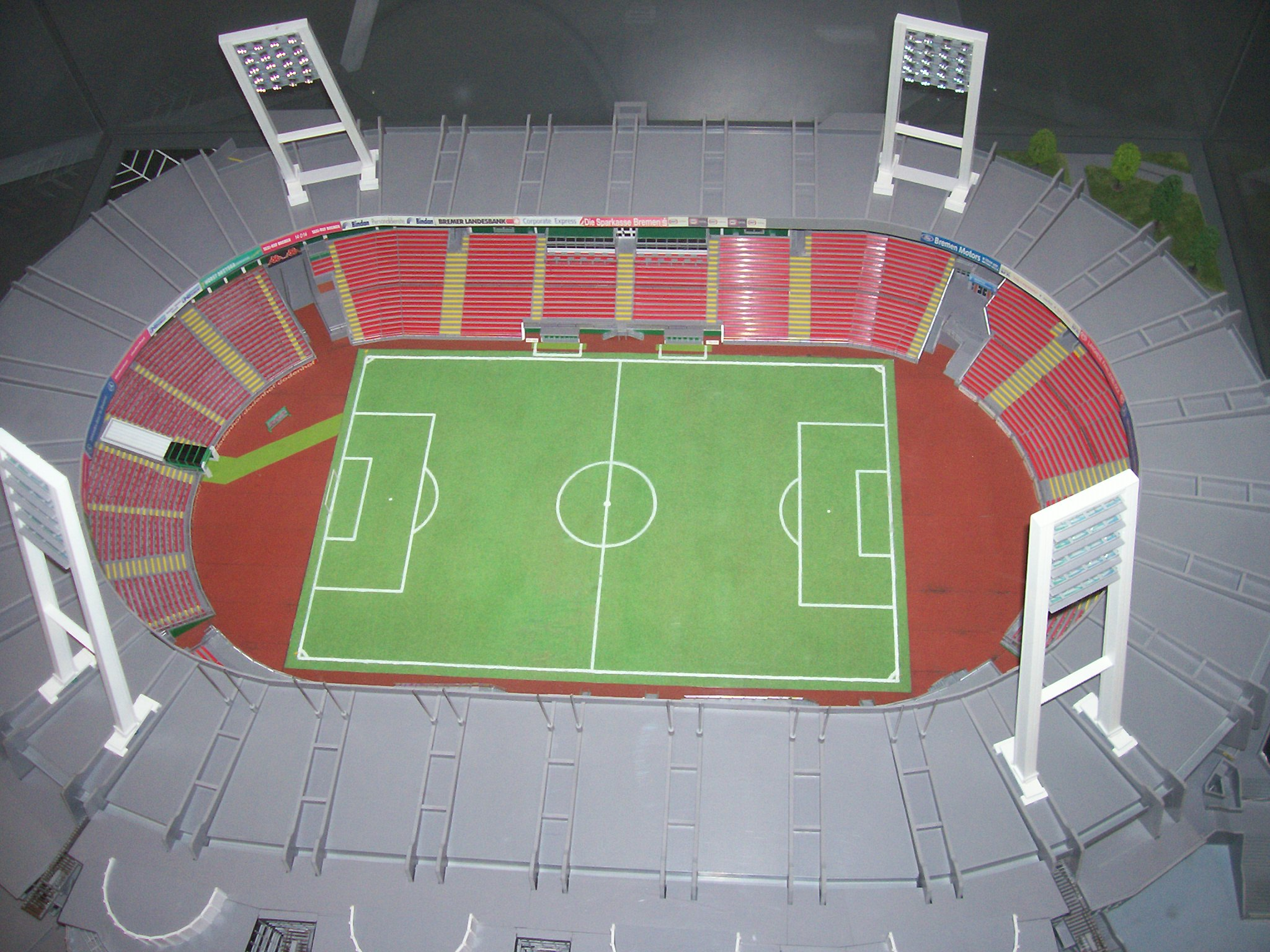
Maquette
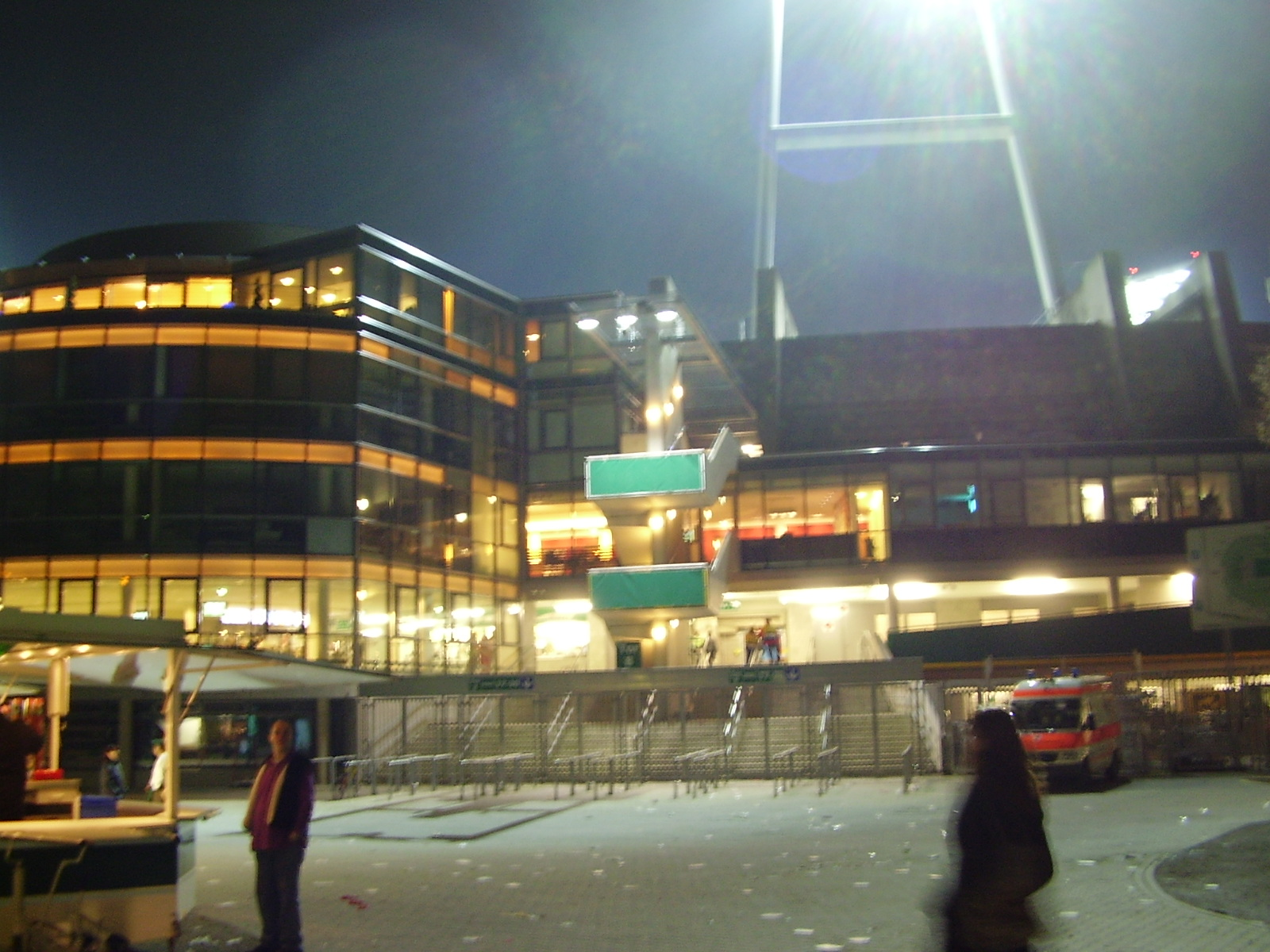
Vue extérieure de nuit
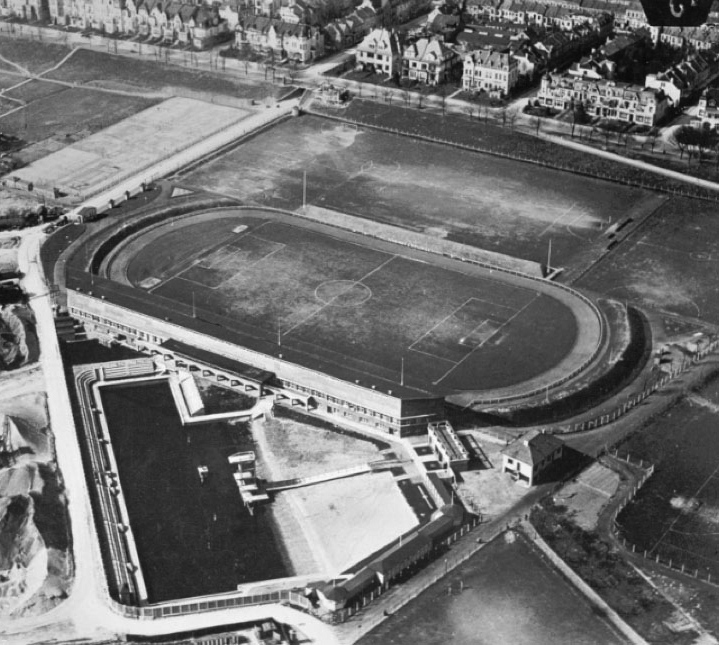
ATBS-Kampfbahn (1928)
Localisation